# Erdős–Mordell-egyenlőtlenség
Az Erdős–Mordell-tétel a következő geometriai egyenlőtlenség:
Ha az {\displaystyle ABC} háromszög belsejében levő {\displaystyle P} pont távolsága a csúcsoktól {\displaystyle p,\,q,\,r}, az oldalaktól {\displaystyle x,\,y,\,z}, akkor {\displaystyle p+q+r\geq 2(x+y+z)}.
Ezt Erdős Pál sejtette meg, első bizonyítását a Középiskolai Matematikai Lapokban publikálta Louis Mordell.

## Bizonyítás

### Területekkel

A bizonyításhoz magyarázó ábra

Legyenek ABC oldalai a, b, c. A következő állítást használjuk fel a bizonyításhoz:
{\displaystyle cr\geq ax+by.}
Ez egyenértékű az
{\displaystyle r+z\geq {\frac {ax+by+cz}{c}}}
egyenlőtlenséggel, ami nyilván igaz, mert a jobb oldal az AB oldalhoz tartozó magasság. Tükrözzük P pontot az ACB szögfelezőjére, képére alkalmazva a segédállítást: {\displaystyle cr\geq ay+bx}. Hasonlóan adódik, hogy {\displaystyle bq\geq az+cx} és {\displaystyle ap\geq bz+cy}. Ezeket a megfelelő oldalakkal leosztva:
{\displaystyle {\begin{aligned}r&\geq {\frac {a}{c}}y+{\frac {b}{c}}x\\q&\geq {\frac {a}{b}}z+{\frac {c}{b}}x\\p&\geq {\frac {b}{a}}z+{\frac {c}{a}}y\end{aligned}}}.
A kapott három egyenlőtlenség összege pedig
{\displaystyle p+q+r\geq \left({\frac {b}{c}}+{\frac {c}{b}}\right)x+\left({\frac {a}{c}}+{\frac {c}{a}}\right)y+\left({\frac {a}{b}}+{\frac {b}{a}}\right)z}.
Mivel pozitív szám és reciprokának összege legalább 2 a számtani és mértani közép közötti egyenlőtlenség miatt, ezért készen vagyunk. Egyenlőség pontosan akkor áll fenn, ha ABC szabályos háromszög és P a középpontja.

### Vetületekkel

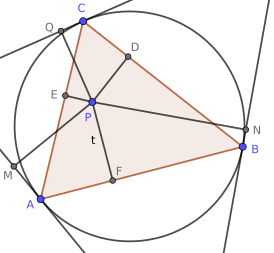
Az Erdős-Mordell egyenlőtlenség bizonyítása vetületekkel

Legyen {\displaystyle O_{ABC}} az {\displaystyle ABC} köré írható kör, és {\displaystyle P} a háromszög egy belső pontja. Legyen {\displaystyle D} a merőleges vetülete {\displaystyle P{\text{-nek }}BC{\text{-re}}}, stb., és hasonlóan {\displaystyle M} pedig a kört {\displaystyle A}-ban érintő egyenesre. Ekkor
{\displaystyle PM+PN+PQ\geq 2\cdot \left(PD+PE+PF\right).}